# 李紫原
李紫原，台灣化學與材料學學者。求學時意外考入國立清華大學化學系，卻一路在同一校系取得碩士、博士。
畢業後，又繼續在清大投入教職，一待40年。曾在新竹師範學院數理教育系、淡江大學、高雄大學應用化學系、國立清華大學材料系等校系任教；同時在清華大學化學所、材料中心、奈微與材料科技中心研究員等機構擔任研究員。現為清大奈微與材料科技中心副主任及合聘研究員、兼材料系教授。
她在接受《女科技人的理性與感性》邀稿時，曾自述自己較無口才和交際才能，無法投入創業工作，比較適合實驗室中的研究工作。
李紫原長於無機化學、碳相關奈米材料、氧化物奈米材料、奈米金屬線等領域。2012年左右專注研究可應用於光催化、鋰電池、太陽能電池等方面的的金屬氧化物，如二氧化鈦、二氧化錫等。
李紫原育有一女，在2012年隨父親至紐西蘭留學，同樣投身化學領域。